# Opuntia chlorotica
Opuntia chlorotica Engelm. & J.M.Bigelow, 1857 è una pianta della famiglia delle Cactacee, originaria del Messico e degli Stati Uniti meridionali.

## Distribuzione e habitat
La specie è diffusa negli stati messicani di Chihuahua, Coahuila, Baja California, Baja California del Sud e Sonora, e negli stati americani di Arizona, California, Nevada, Nuovo Messico e Utah. Cresce tra gli 800 e i 2.300 m di altitudine.